# Peleteria neotexensis
Peleteria neotexensis là một loài ruồi trong họ Tachinidae.